# Hlînciukî, Zbaraj
Hlînciukî (în ucraineană Глинчуки) este un sat în comuna Kolodne din raionul Zbaraj, regiunea Ternopil, Ucraina.

## Demografie
Componența lingvistică a localității Hlînciukî
     Ucraineană (100%)
Conform recensământului din 2001, toată populația localității Hlînciukî era vorbitoare de ucraineană (100%).